# Film de montage
Un film de montage ou film de compilation est un film monté à partir de matériel d'archives préexistant.
Dans le film de montage documentaire, le matériel est sélectionné, monté et le plus souvent commenté pour transmettre et illustrer un message intentionnel de l'auteur (cinéaste). La compilation est délibérément arrangée et la forme du montage est le plus souvent marquée par des prémisses aussi bien artistiques qu'argumentatives. Des interviews, des sketches et d'autres matériaux nouvellement filmés peuvent être utilisés en complément.
Les films de montage ont été produits dès la Première Guerre mondiale en tant que films de propagande. Aujourd'hui, le groupe le plus important parmi les films de compilation est constitué par les documentaires d'histoire contemporaine.
Mais il existe également une tradition de films de montage d'avant-garde ou expérimentaux. Dans le film de compilation expérimental, du matériel de rebut, du found footage ou des éléments similaires sont souvent intégrés en plus des matériaux transmis par les films déjà projetés. Lorsque le matériel trouvé et approprié domine, on parle généralement de films de found footage. Contrairement aux films de montage classiques, ceux-ci mettent davantage l'accent sur l'état formel et esthétique du matériel trouvé que sur son contenu. La plupart du temps, ils sortent complètement le matériel de son contexte d'origine et le réinterprètent grâce au montage.
En outre, il existe également le film de montage nostalgique, qui présente par exemple des scènes d'anciens longs métrages sous un nouveau jour. Dans ce dernier, des passages d'autres films sont assemblés et généralement accompagnés d'une présentation. Le thème principal peut être un genre de film (par exemple, comédie musicale, comédie, film d'épouvante), les films d'un studio de production ou d'un acteur. Cette forme particulière est également appelée film d'anthologie.
Une variante du long métrage de compilation est un montage de courts métrages de fiction, d'épisodes de séries télévisées ou de ce que l'on appelle les films à épisodes ou « serials ». Ainsi, dans les années 1930 aux États-Unis, plusieurs épisodes de séries ont été assemblés et exploités en tant que longs métrages (exemples de Flash Gordon et Buck Rogers).
Occasionnellement, les films à sketches sont également parfois appelés films de compilation.